# Rébellion des trois feudataires
 (octobre 2024).
Si vous disposez d'ouvrages ou d'articles de référence ou si vous connaissez des sites web de qualité traitant du thème abordé ici, merci de compléter l'article en donnant les références utiles à sa vérifiabilité et en les liant à la section « Notes et références ».
La Rébellion des trois feudataires (chinois simplifié : 三藩之乱 ; chinois traditionnel : 三藩之亂 ; pinyin : sān fān zhī luàn) est une rébellion menée, entre 1673 et 1681, contre le pouvoir de l'empereur Kangxi, de la dynastie Qing mandchoue, en Chine, par les trois vassaux Wu Sangui (
吴三桂) , Shang Kexi (zh) (尚可喜) et Geng Zhongming (zh) (耿仲明), contrôlant respectivement les fiefs du Yunnan et Guizhou, celui du Guangdong et celui du Fujian.

## Trois feudataires
Au début de la dynastie Qing, sous l'empereur Shunzhi, le régime n'a pas assez de pouvoir pour contrôler la Chine du Sud. Il laisse alors des gouverneurs Han gouverner la population majoritairement han du pays sous la politique dite « Utiliser les Hans pour contrôler les Hans » (以汉制汉 / 以漢制漢, yǐ hàn zhì hàn). Il remet donc au pouvoir des anciens gouverneurs régionaux de la dynastie Ming.
En 1644, il donne à Wu Sangui le titre de « Pingxi Wang » (平西王, píngxī wáng, « roi de l'occident paisible »), le gouvernement du Yunan et du Guizhou, ainsi qu'une partie du Sichuan et du Hunan.
En 1649, il donne à Shang Kexi le titre de « Pingnan Wang » (平南王, píngnán wáng, « roi du Sud paisible »), le gouvernement du Guangdong et une partie du Guangxi.
En 1649 également, il donne à Geng Zhongming le titre de « Pingnan Wang » (靖南王, jìngnán wáng, « roi du Sud pacifié »), le gouvernement du Fujian et établit sa base à Fuzhou.
En plus de ces trois feudataires, Kong youde (zh) (孔有德) reçut le titre de « Dingnan Wang » (定南王, dìngnán wáng, « roi du sud calme ») et contrôla le Guangxi. Il se fait battre par Li Dingguo (zh) 李定国 de la dynastie des Ming du Sud et s'immole par le feu. Zheng Jing (郑经 reçu le titre de « Yanping Wang » (延平王, yánpíng wáng, « roi de Yanping » du royaume de Tungning, à Taïwan.

## Causes
Les trois feudataires contrôlent la moitié Sud de la Chine. Wu Sanggui récolte un tiers des impôts de la dynastie Qing pour payer son armée. Il est également chargé des relations avec le Dalaï Lama et le Tibet, alors contrôlé militairement par le Khan mongol, Qoshot-Oïrat Güshi Khan. Les troupes de Wu Sanggui sont bien équipées et étaient auparavant celles de Li Zicheng et Zhang Xianzhong.
Geng Zhongming et Shang Kexi surtaxent et gouvernent comme des tyrans leurs territoires. En tout les trois feudataires consomment la moitié des impôts de l'Empire.
Lorsque l'empereur Kangxi prend le trône, il pense que ces trois feudataires sont une grave menace pour son Empire.